# Verotoksin
Verotoksin, også kendt som verocytotoxin eller Shiga-lignende toksin, er et protein bestående af to subunits. Verotoksin er et bakterietoksin, der produceres af visse Escherichia coli.
Verotoksins subunits svarer til giftstoffet ricins subunits, hvor den ene subunit er ansvarlig for celleindtrængen og den anden for inaktivering af proteinsyntesen. I begge tilfælde kan det føre til nyresvigt og være fatalt.
Toksinet angriber blodkarvæggen idet subunit B reagerer med et protein i cellevæggen, Gb3, og danner tubuli der medfører, at bakterien kan optages i cellen. Inde i cellen reagerer subunit A som enzymet N-glycosidase med cellens proteinsyntese-apparat, ribosomerne, og inaktiverer derved proteinsyntesen.